# Ермолино (Ленинградская область)
Ермо́лино (фин. Jormonia) — деревня в Гатчинском муниципальном округе Ленинградской области.

## История
Упоминается как пустошь Jermolitza Ödhe во Вздылицком погосте в шведских «Писцовых книгах Ижорской земли» 1618—1623 годов.
Деревня Ермолина обозначена на «Географическом чертеже Ижорской земли» Адриана Шонбека 1705 года.
Деревня Ермолина из 17 дворов и смежная с ней мыза действительного тайного советника Ф. А. Голубцова, упоминаются на «Топографической карте окрестностей Санкт-Петербурга» Ф. Ф. Шуберта 1831 года.
На этнографической карте Санкт-Петербургской губернии П. И. Кёппена 1849 года она обозначена как деревня «Jormonia», расположенная в ареале расселения савакотов. В пояснительном тексте к этнографической карте она записана как деревня Jormonia (Ермолина) и указано количество её жителей на 1848 год: савакотов — 36 м. п., 42 ж. п., всего 78 человек.

ЕРМОЛИНА — деревня господина Гуюса, по просёлочной дороге, число дворов — 12, число душ — 28 м. п. (1856 год)

Согласно «Топографической карте частей Санкт-Петербургской и Выборгской губерний» в 1860 году деревня Ермолино при мызе Ермолино насчитывала 13 крестьянских дворов.

ЕРМОЛИНА (ЕРМОНИЯ) — мыза и деревня владельческие при ключах, число дворов — 14, число жителей: 31 м. п., 36 ж. п. (1862 год)

В 1884 году временнообязанные крестьяне деревни выкупили свои земельные наделы у З. Ф. Гуюс и стали собственниками земли.

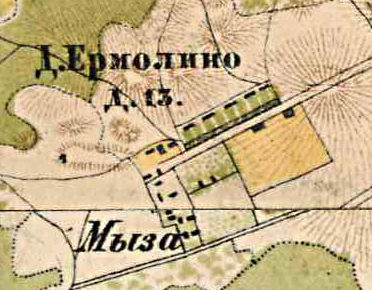
План деревни Ермолино. 1885 год

В 1885 году деревня насчитывала 13 дворов, на южной окраине деревни располагалась мыза.
Согласно материалам по статистике народного хозяйства Петергофского уезда 1887 года, мыза Ермолино площадью 468 десятин принадлежала В. Н. Маркус, жене сенатора Ф. М. Маркуса, мыза была приобретена двумя частями в 1874 и 1883 годах за 16 884 рубля.
В конце XIX века деревня административно относилась к Губаницкой волости 1-го стана Петергофского уезда Санкт-Петербургской губернии, в начале XX века — 2-го стана. Население деревни было исключительно финским.
По данным «Памятной книжки Санкт-Петербургской губернии» за 1905 год мыза Ермолино площадью 470 десятин принадлежала жене капитана Ольге Андреевне Швецовой.
К 1913 году количество дворов увеличилось до 14.
Согласно данным переписи населения СССР 1926 года в деревне Новое Ермолино Смольковского сельсовета Венгисаровской волости Троцкого уезда проживали 57 человек; в деревне Старое Ермолино — 54 человека, финны, русские и эстонцы.

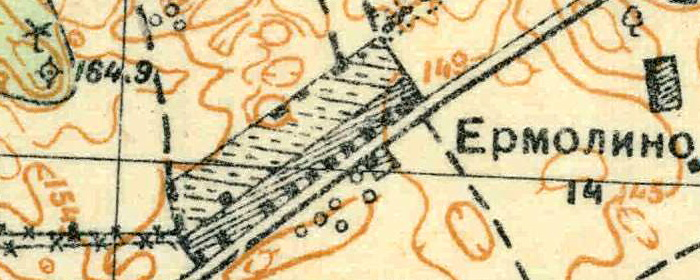
План деревни Ермолино. 1931 год

Согласно топографической карте 1931 года деревня также насчитывала 14 дворов. На возвышенности к северо-западу от деревни находилась ветряная мельница.
По административным данным 1933 года в состав Смольковского сельсовета Волосовского района входили две деревни: Старое Ермолино и Новое Ермолино.
Деревни были освобождены от немецко-фашистских оккупантов 24 января 1944 года.
По данным 1966, 1973 и 1990 годов деревня Ермолино входила в состав Елизаветинского сельсовета.
В 1997 году в деревне проживали 6 человек, в 2002 году — также 6 человек (все русские), в 2007 году — 4.

## География
Деревня расположена в северо-западной части района к северу от автодороги 41А-002 (Гатчина — Ополье).
Расстояние до административного центра поселения, посёлка Елизаветино — 5 км.
Расстояние до ближайшей железнодорожной станции Елизаветино — 3,5 км.

## Демография
| 1862 | 1997 | 2007 | 2010 | 2017 |
| ---- | ---- | ---- | ---- | ---- |
| 67   | ↘6   | ↘4   | ↗6   | ↘2   |

### Национальный состав
Согласно данным Всероссийской переписи населения 2021 года в деревне проживал 31 человек, все русские.